# Eleccions generals d'Irlanda del Nord de 1958

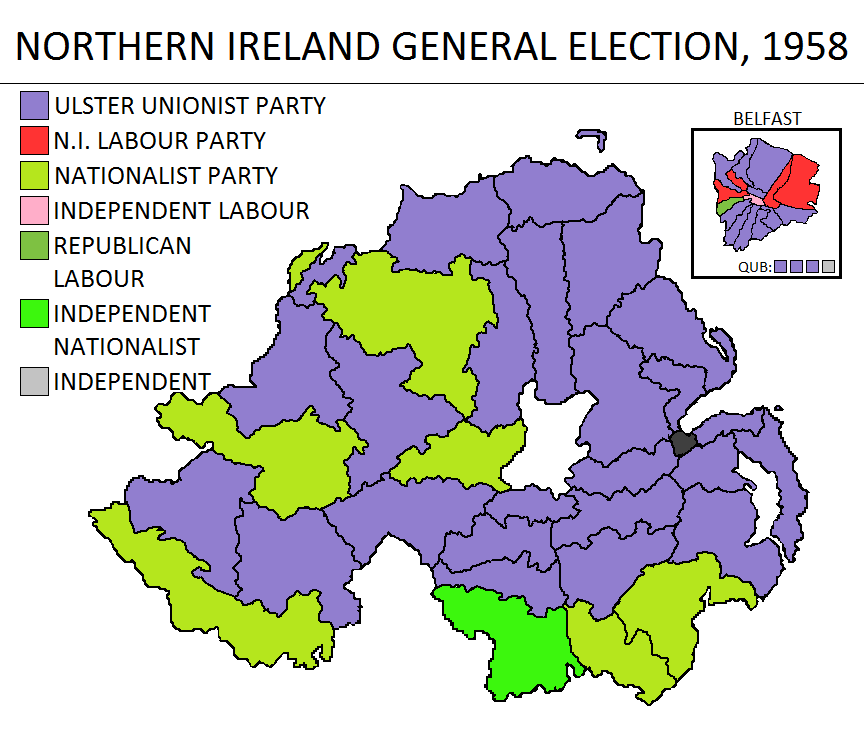
Resultats de eleccions de 1958.

Les eleccions generals d'Irlanda del Nord de 1958 es van celebrar el 20 de març de 1958 amb una nova incontestable victòria del Partit Unionista de l'Ulster (PUU) de Basil Brooke.

## Resultats
| Partit                         | Líder          | Vot popular | %     | Escons | Canvi (de 1958) |
| Partit Unionista               | Basil Brooke   | 106.177     | 44,0% | 37     | -4              |
| Laboristes                     |                | 38.093      | 15,8% | 4      | +4              |
| Nacionalistes                  | Joe Stewart    | 36.013      | 14,9% | 7      |                 |
| Unionista independent          |                | 16.537      | 6,8%  |        | -1              |
| Laboristes independents        |                | 7.544       | 3,1%  | 0      |                 |
| Partit Republicà Laborista     | Harry Diamond  | 7.510       | 3,1%  | 1      | +1              |
| Laboristes irlandesos          | William Norton | 7.321       | 3,0%  |        | -1              |
| Nacionalista independent       |                | 5.168       | 2,1%  | 1      |                 |
| Independents unionistes        |                | 4.704       | 2,0%  | 0      |                 |
| Grup independent laborista     | Frank Hanna    | 4.683       | 2,0%  | 1      |                 |
| Independent                    |                | 4.231       | 1,8%  | 1      |                 |
| Laborista irlandès independent |                | 2.761       | 1,1%  | 0      |                 |
| Liberals                       | Albert McElroy | 759         | 0,3%  |        |                 |